# Jean-Luc Wauthier
 (mars 2015).
Si vous disposez d'ouvrages ou d'articles de référence ou si vous connaissez des sites web de qualité traitant du thème abordé ici, merci de compléter l'article en donnant les références utiles à sa vérifiabilité et en les liant à la section « Notes et références ».
Jean-Luc Wauthier est un poète et essayiste belge né à Charleroi le 14 novembre 1950 et décédé le 15 mars 2015 

## Biographie
Licencié en philosophie et lettres de l'Université de Liège en 1973, Jean-Luc Wauthier préside le groupe Carré H (avec notamment le peintre Daniel Pelletti) depuis 1981. Il est, depuis 1991, rédacteur en chef du Journal des Poètes et, depuis 2008, président de la Maison internationale de la Poésie-A. Haulot. 
De 1995 à 2008, il a enseigné la littérature à la Haute École Paul-Henri Spaak de Bruxelles. Il a été  chargé de cours d'écriture poétique à l'Université européenne d'écriture de Bruxelles (novembre 2012-février 2013).
En tant que critique, Jean-Luc Wauthier, assure deux chroniques régulières en ligne :
Vu du nord (consacrée à la poésie française de Belgique) et Chronique du chemin (pages de réflexion générale autour de la poésie).

## Prix principaux
- Prix Nicole Houssa de la ville de Charleroi, octroyé par l’Académie de Belgique ;
- Prix Émile Polak, octroyé par l’Académie de Belgique
- Prix international René Lyr pour Les vitres de la nuit (Éditions de l’Harmattan Paris)
- Prix international Lucian Blaga (Roumanie) pour son œuvre complète
- Prix Virgile (Paris)
- Prix Menada (Macédoine)

## Poèmes
- Mon pays aux beaux noms, impr. Pouleur,   Bouffioulx, 1975.
- Morteville, Maison internationale de la Poésie, Bruxelles, 1976.
- La neige en feu, Saint-Germain-des-Prés, Paris, 1980.
- Secrète évidence, Saint-Germain-des-Prés, Paris, 1985.
- Tessons d'absence, le Pré aux Sources, Bruxelles, 1988 (coll. Voix proches); rééd. 1990.
- Le domaine, Le Taillis Pré, Châtelineau,  1991.
- Les vitres de la nuit, L’Harmattan, Paris, 1993 (coll. Poètes des cinq continents).
- Lumière noire, Le Bibelot,  Neuilly-le-Bisson, 1994 (coll. poétique Iô).
- Le nom du père, Tétras-Lyre, Ayeneux-Soumagne, 1994, Ill. D. Pelletti.
- Par le silence et l’ombre, L’Arbre à paroles, Amay, 1994.
- La soif et l’oubli, L’Âge d’Homme, Lausanne, 1999 (coll. Contemporains).
- L'autre versant, Le Taillis-Pré, Châtelineau, 2001.
- Fruits de l'ombre, L'Arbre à Paroles, Amay, 2003.
- L'envers du ciel, éditions d'écarts, Dol de Bretagne, 2007
- Manteau de silence, éditions d'écarts, 2010
- Sur les aiguilles du temps, Le Taillis Pré,2014

Nombreuses bibliophilies et livres d'artistes, entre autres avec Serge Chamchinov, notamment : Fêtes lointaines, Chambre Nuptiale (2009)
Traductions nombreuses en diverses langues, et deux anthologies poétiques en roumain et en croate.

## Prose
- Libertés surveillées, nouvelles, Le Pré aux sources, Bruxelles, 1991 (traduction roumaine aux Editions Fides)
- Le Royaume, roman, L'Âge d'Homme, Lausanne, 1996
- Les sentiers du vin, Le Pré aux sources, Bruxelles, 1999
- Les Tablettes d'Oxford, roman, M.E.O., Union Européenne, 2014

Il a également publié trois essais : sur Jean Ransy Jean Ransy ou la réalité transfigurée, Institut Jules Destrée, Charleroi, 1977, sur Gustave Camus (même éditeur) et sur Albert Ayguesparse, 1987 (Editions de la Fondation Plisnier).